# Дейли-Маклин, Кэти
Кэти Дейли-Маклин MBE (англ. Katy Daley-McLean, родилась 19 декабря 1985 года в Саут-Шилдс) — английская регбистка, выступающая на позиции флай-хава. Чемпионка мира 2014 года и капитан сборной Англии на чемпионате мира 2014 года. Игрок клуба «Лафборо Лайтнинг» в чемпионате Англии. Член ордена Британской империи (2014).

## Биография

### Игровая карьера
Кэти родилась 19 декабря 1985 года в местечке Саут-Шилдс на северо-востоке Англии. Регби занималась с пяти лет при помощи отца Дэвида и дяди Гарольда, играла в смешанных детских командах с 6 до 12 лет. Также увлекалась хоккеем на траве, нетболом и футболом. По достижении 16 лет вернулась в регби, став играть за сборные Англии разных возрастных категорий. Окончила в 2007 году Сандерлендский университет по специальности «спортивные науки». В чемпионате Англии ранее выступала за «Дарлингтон Шаркс».
В 2014 году Кэти стала чемпионкой мира в составе сборной Англии: в финале чемпионата мира в Париже на стадионе «Жан Буэн» англичанки победили канадок. В том же году Кэти вошла в число 20 игроков, которым предложили контракт на выступление в сборной Англии по регби-7; участница Мировой серии. Через два года она выступила на Олимпиаде в Рио-де-Жанейро в составе сборной Великобритании: в шести играх занесла одну попытку и забила шесть реализаций, но британки стали лишь четвёртыми.
В 2017 году Маклин обновила свой контракт и была включена в заявку на чемпионат мира в Ирландии (англичанки дошли до финала, где проиграли новозеландкам). Она планировала завершить карьеру после кубка, однако передумала.
В 2018 году Кэти в составе сборной Англии заняла 2-е место на Кубке шести наций, проиграв Франции всего одно очко в таблице (француженок она называет любимым соперником). В том же году она провела свой 100-й матч за сборную (9 ноября 2018 года против США, «Альянц Парк»), в котором занесла попытку и забила шесть реализаций, принеся англичанкам победу 57:5 и получив приз лучшего игрока матча. В 2019 году Кэти выиграла восьмой за свою карьеру Кубок шести наций после победы над Шотландии; также она пробила отметку в 500 очков за сборную и стала первой английской регбисткой, достигшей этого рубежа — у мужчин в сборной Англии такого добивались только Оуэн Фаррелл и Джонни Уилкинсон. Дважды номинирована в 2018 и 2019 годах на приз лучшей регбистки года в Англии; также включена в шорт-лист регбисток года по версии World Rugby.
В 2020 году на Кубке шести наций Кэти выступила за то, чтобы матчи мужского и женского кубка не проводились в один и тот же день во избежание привязки к календарю и для повышения зрительского интереса.

### Стиль игры
Кэти Дейли-Маклин считается одной из лучших бьющих в женском регби (как в классической разновидности, так и в «семёрке»).

### Вне регби
Кэти вышла замуж в 2018 году, взяв двойную фамилию. Работает школьной учительницей.